# Aphonoides japonicus
Aphonoides japonicus är en insektsart som först beskrevs av Tokuichi Shiraki 1930.  Aphonoides japonicus ingår i släktet Aphonoides och familjen syrsor. Inga underarter finns listade i Catalogue of Life.